# Sechsämtertropfen
Sechsämtertropfen ist ein in Deutschland hergestellter Likör.

## Bestandteile
Der Likör hat einen Alkoholgehalt von 33 % Vol. Seinen Geschmack erhält er durch Auszüge aus Heilpflanzen, Beeren und Wurzeln. Eine besondere Rolle spielt dabei die Vogelbeere, die Frucht der Eberesche. Seit 2008 gibt es auch einen Sechsämter-Waldbeerenlikör mit 28 % Vol.

## Herkunft und Geschichte
Der Likör stammt aus dem bayerischen Fichtelgebirge und wurde von dem Apotheker Gottlieb Vetter erfunden und 1895 erstmals verkauft. Der Name des Getränks bezieht sich auf die sechs historischen Verwaltungsbezirke rund um die Stadt Wunsiedel, das Sechsämterland. Seit 2001 wird die Spirituose von der Firma Schwarze & Schlichte in Oelde vertrieben.
Die Wappen dieser sechs Ämter zieren die Flaschen des Sechsämtertropfen:

Kirchenlamitz
Weißenstadt
Thierstein
Wunsiedel
Selb
Hohenberg

## Trivia
Der Sechsämtertropfen wird von der Kunstfigur „Weber Max“ des bayerischen Kabarettisten Gerhard Polt ausgiebig konsumiert.
Vom Comedian Willy Astor stammt der Kalauer: „Flutkatastrophe in der Oberpfalz, immer noch sechs Ämter tropfen.“